# Torisaši

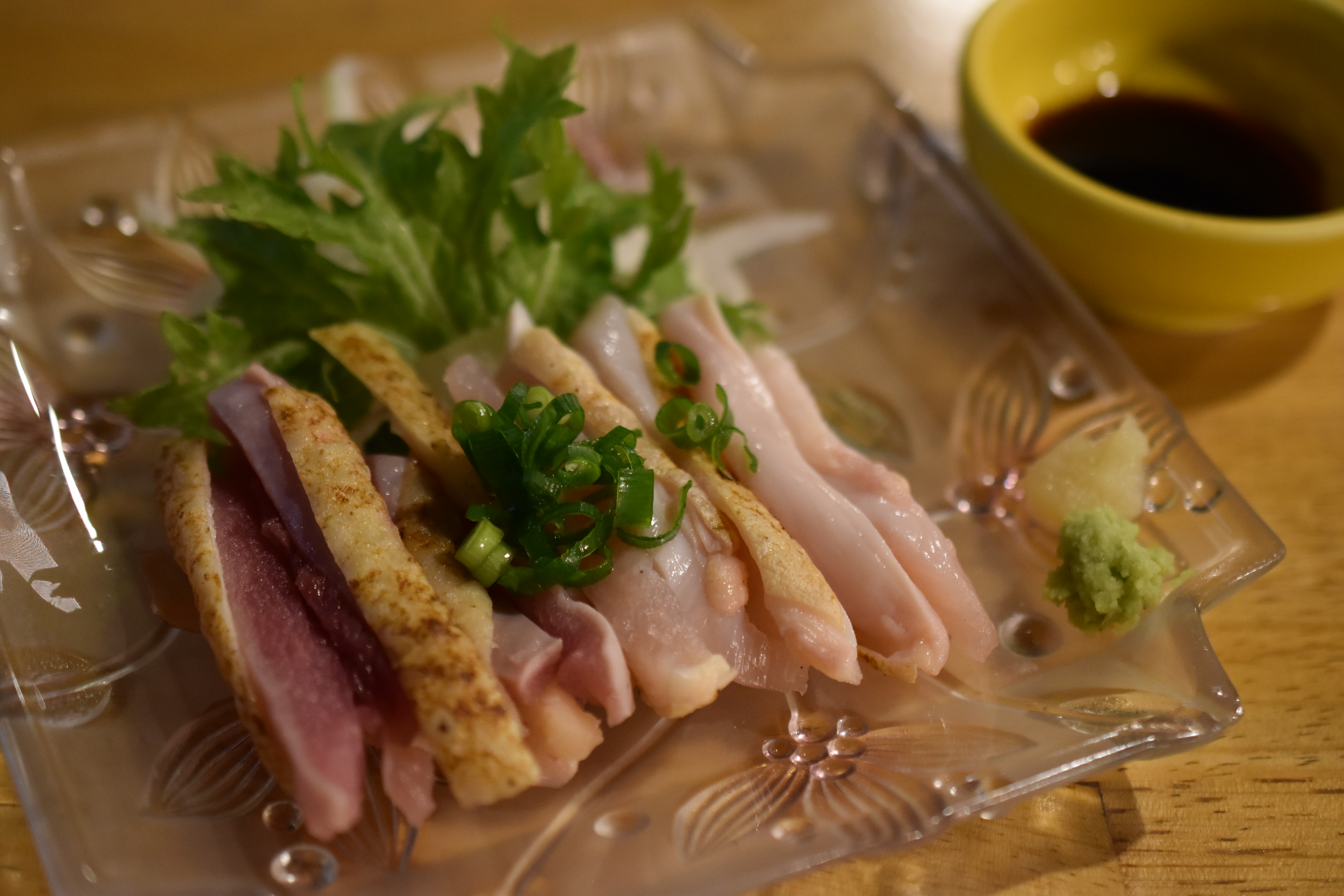
Torisaši podávané v restauraci v Kirišimě

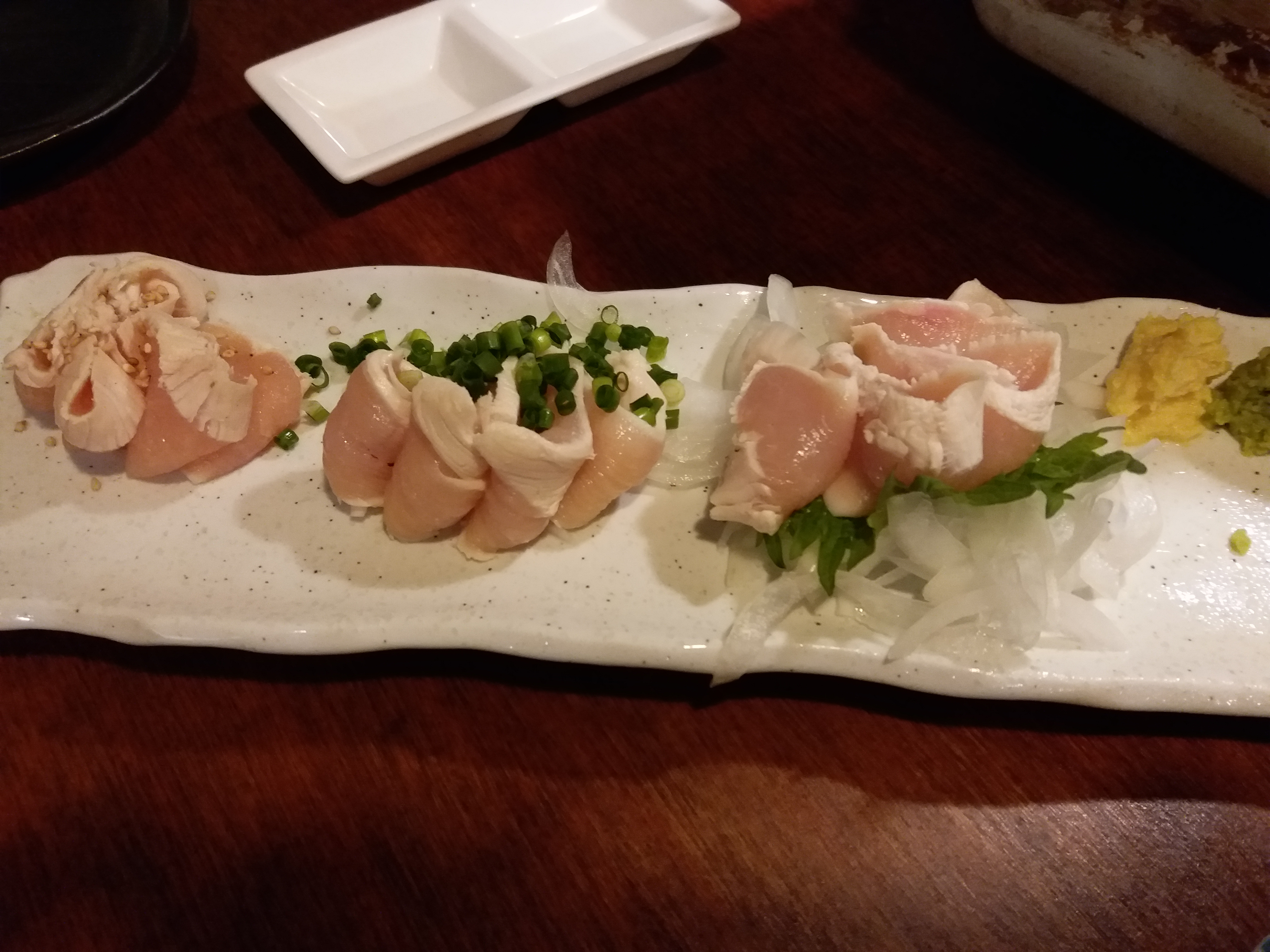
Torisaši

Torisaši (japonsky 鶏刺し) je pokrm z japonské kuchyně. Jedná se o tenké plátky syrového kuřecího masa (nejčastěji kuřecích prsou, ale existují i varianty využívající kuřecí vnitřnosti). V některých případech jsou ovšem plátky jemně osmahnuté (přičemž uvnitř stále bývají syrové), této variantě se říká toriwasa (鳥わさ). Jde o regionální specialitu prefektur Kagošima a Mijazaki na ostrově Kjúšú, nicméně s tímto pokrmem se lze setkat i ve zbytku Japonska. Stejně jako ostatní druhy sašimi (刺身) se podává se sójovou omáčkou, případně s wasabi, zázvorem, česnekem nebo chilli.

## Zdravotní rizika
Konzumace syrového kuřecího masa bývá obvykle v gastronomii považována za nepřípustnou, kvůli vysokému riziku přenosu nemocí způsobovaných bakteriemi campylobacter a salmonella, které žijí v kuřecím zažívacím traktu a které se mohou běžně v syrovém kuřecím mase nacházet. Podniky připravující torisaši proto musí dodržovat přísná opatření, aby riziko kontaminace těmito bakteriemi zminimalizovaly. Kuřata používaná v těchto podnicích pocházejí z volného výběhu a jsou připravována zkušenými kuchaři, kteří kuře naporcují tak, aby se maso nedostalo do kontaktu se zažívacím traktem, přičemž ihned po naporcování je maso podchlazeno. Na přípravu torisaši jsou v podnicích vyhrazeny speciální prkénka i nože. Na dodržování všech standardů v podnicích podávajících torisaši dohlíží Asociace Torisaši.

## Historie
Torisaši má svůj původ v období Edo (17.–19. století) v Kagošimě. Existuje legenda, podle které bylo v Kagošimě tradicí mezi místními samuraji pořádat kohoutí zápasy. Kohout, který zápas nepřežil, byl na místě naporcován a zasyrova zkonzumován.